# Хайнрих II фон Саарбрюкен
Хайнрих II фон Саарбрюкен (на немски: Heinrich II von Saarbrücken, † 12 септември 1234) от род Валрамиди от Графство Саарбрюкен, е от 1217 г. до смъртта си епископ на Вормс.

## Биография
Той е третият син на граф Симон II фон Саарбрюкен († 1207) и Лиутгард фон Лайнинген († сл. 1239), дъщеря наследничка на граф Емих III фон Лайнинген († 1187).
През 1226 г. епископ Хайнрих основава Цистерциански манастир Киршгартен до Вормс. След смъртта му той е погребан в катедралата на Вормс.